# Joseph Borremans
Joseph Borremans (Brussel, 25 november 1775 – Ukkel, 15 december 1858) was een componist, organist en orkestleider, werkzaam in het Verenigd Koninkrijk der Nederlanden.
Steeds in Brussel, was hij kapelmeester van de collegiale Sint-Goedelekerk (tot 1835 ?), organist van de Sint-Niklaaskerk en tweede orkestleider van de Muntschouwburg, alwaar de volgende werken van hem werden uitgevoerd:
- de Klapperman of de Crieur de nuit d'Amsterdam, een opéra-comique in één bedrijf (op 31 oktober 1804);
- de opera buffa La Femme impromptue (1808);
- de Offrande à Vlujmen, lyrische scène (op 31 oktober 1816).

Als organist zou hij zich door zijn improvisatorisch talent verdienstelijk hebben gemaakt. Als componist van geestelijke werken liet hij onder meer missen, Te Deums en motetten met orkestrale begeleiding na.
De componist Charles Borremans is zijn oudere broer.